# 18009 Patrickgeer
18009 Patrickgeer este un asteroid din centura principală de asteroizi.

## Descriere
18009 Patrickgeer este un asteroid din centura principală de asteroizi. A fost descoperit pe 12 mai 1999 la Socorro, New Mexico, în cadrul proiectului LINEAR. Asteroidul prezintă o orbită caracterizată de o semiaxă mare de 2,82 ua, o excentricitate de 0,09 și o înclinație de 9,7° în raport cu ecliptica.